# Arcadio Ortega Muñoz
Arcadio Ortega Muñoz es escritor español nacido en Granada el 28 de agosto de 1938. Cofundador de la colección literaria  Aldebarán y primer Presidente de la Academia de Buenas Letras de Granada, entre 2002 y 2008. Obtuvo los premios “Virgen del Carmen” de poesía en 1975 por su libro Cuando la mar se vuelve fría, otorgado por la Presidencia del Gobierno, el "García Lorca" de la Universidad de Granada en 1981 por su libro A nuestros poetas muertos y el "Almería" de la Caja de Ahorros de Almería en 1978 por la novela Viento del Sur. Es Presidente de Honor de la citada Academia y Medalla de Oro al Mérito por la ciudad de Granada en 2009 concedida por el Ayuntamiento de Granada.

## Biografía
Durante su juventud desarrolla en Granada sus primeras actividades literarias, aunque será en Sevilla, donde residió por razones profesionales, donde publica su primer libro de poesía, Existir es el verbo (1970), al que siguieron Casta de soledad (1972), Ángeles sin sexo (1974), Los bordes de la nada (1978) y Notas para un libro de ausencia (1979). En su etapa sevillana crea, en 1972, junto a los poetas José Luis Núñez y Roberto Padrón, la editorial y colección poética Aldebarán, dinamizadora de la vida literaria sevillana de los setenta hasta la muerte de uno de sus integrantes, José Luis Núñez, y su traslado a Granada. A los anteriores libros se sumaron Cuando la mar se vuelve fría, de 1975 y Biografía de la luz en Granada (1978). Tras su llegada a Granada, continúa desarrollando su labor creadora en el dominio de la poesía, la novela, el ensayo y el periodismo -mantuvo sus colaboraciones relativas al mundo de las letras y la economía durante varias décadas con los diarios Información de Andalucía, Andalucía económica, Ideal y Córdoba-, con nuevas publicaciones: A nuestros poetas muertos (1982), El fondo del espejo (1991), Granada: Crónica de un desguace (1997) y Ocaso en Granada (2000). Estos libros fueron recogidos en Áncora del tiempo (Poesía, 1970-2000) (2004). Con posterioridad, han visto la luz tres libros poéticos Existir en las horas (2005),  La hora del té (2007) y Estelas en la mar (2015). En 2017 publica el conjunto de su obra poética en Poesía. Obra completa. Su producción novelística comienza con la publicación de Evasión de capital (1979), cuya historia se centra en el periodo de la transición política en España; y continúa con Viento del sur (1979), novela que su historia en los pescadores de bajura; en Candidato Independiente (1993), indaga en la toma de conciencia política; en dos de sus novelas, El Hijo del Presidente (1998) y Los juguetes del yuppi (2001), se introduce en el mundo financiero. A estas novelas seguirán El retorno de las rosas (2002), novela poética, El silencio de Laura (2003), El testamento (2007) y Ayer cumplí 89 años (2009). Sus últimas novelas han sido Los tres lectores de Paula (2013) y Acosos de mujer (2014). En su labor ensayística sobresale Andaluces con paisaje (2003). Su última publicación, de 2019, es el libro de relatos Tardes en el Café Suizo: un sueño en la memoria. 

## Obra poética
- Existir es el verbo, Sevilla, Ángaro, 1970.
- Casta de soledad, Sevilla, Aldebarán, 1972.
- Ángeles sin sexo, Sevilla, Aldebarán, 1974.
- Cuando la mar se vuelve fría,  Sevilla, Ángaro, 1975.
- Los bordes de la nada, Sevilla, Aldebarán, 1978.
- Biografía de la luz en Granada, Granada, Banco Industrial del Mediterráneo, 1978.
- Notas para un libro de ausencia, Sevilla, Aldebarán, 1979.
- A nuestros muertos, Granada, Universidad de Granada, 1982.
- El fondo del espejo, Sevilla, Ángaro, 1991.
- Alpujarra. Fuente de luz, Sevilla, Surcos de Luz, 1991.
- Granada: crónica de un desguace, Granada, Ediciones Miguel Sánchez, 1997.
- Ocaso en Granada, Granada, Extramuros, 2000.
- Áncora del tiempo (Poesía, 1970-2000), Salobreña, Alhulia, 2004.
- Existir en las horas, Salobreña, Alhulia, 2005, col. Mirto Academia.
- La hora del té,  Salobreña, Alhulia, 2007, col. Mirto Academia.
- Amor, amante, amada, Granada, Fundación, Emasagra,  2008.
- Intimidad del agua, Granada, Fundación Emasagra, 2009.
- Estelas en la mar, Granada, Alhulia, 2015, col. Mirto Academia.
- Poesía. Obra completa, Salobreña (Granada), Alhulia, 2017. ISBN 978-84-946525-8-5

## Novela
- Evasión de capital, Barcelona, Ultramar Editores, 1979.
- Viento del sur, Barcelona, Pareja Editor, 1979.
- Candidato independiente, Granada, Ediciones Albaida, 1993.
- El hijo del presidente, Granada, Ediciones Osuna, 1998.
- Café Suizo, Granada, Ediciones Osuna, 1999
- Los juguetes del yuppi, Granada, Ediciones Osuna, 2001.
- El retorno de las rosas, Salobreña, Alhulia, 2002.
- El silencio de Laura, Granada, Dauro, 2003.
- El Testamento, Córdoba, Almuzara, 2007.
- Ayer cumplí 89 años, Granada, Ayuntamiento de Granada, 2009, col. Granada Literaria.
- Los tres lectores de Paula, Salobreña, Alhulia, 2013.
- Acosos de mujer, Salobreña, Alhulia, 2014.

## Ensayo y otros escritos
- Granada a cinco voces, Granada, Ayuntamiento de Granada, 1999.
- La Academia de Buenas Letras de Granada en el mundo de las Academias, Granada, Academia de Buenas Letras de Granada, 2002.
- Andaluces con paisaje, Salobreña, Alhulia, 2003.
- Intrahistoria de la Academia de Buenas Letras de Granada en su primer sexenio, Granada, Academia de Buenas Letras de Granada, 2008.
- Tardes en el Café Suizo. Un sueño en la memoria, Granada, Alhulia, 2019.